# Купіч Юлія Олександрівна
Купіч Юлія Олександрівна (6 липня 1988 р., м. Кам'янське (Дніпродзержинськ) Дніпропетровська обл.) – поетеса, літературознавчиня. Членкиня Національної спілки письменників України з 2013 року.

## Життєпис
Купіч Юлія Олександрівна народилася 6 липня 1988 року в місті Кам'янське (Дніпродзержинськ) Дніпропетровської області.  З дитинства захоплювалася читанням. У великій домашній бібліотеці були твори Хемінгвея, Сосюри, Тютюнника, Цвейга, Моема, Бабеля, Золя, Мирного, Стельмаха та багато інших. Навчалася у середній школі № 18, після закінчення вступила до Дніпродзержинського технічного ліцею. В становленні майбутньої поетки значна роль належить вчительці української мови та літератури Парасковії Андріївні Кураченковій та поетесі Марії Дружко. У 2011 році закінчила Дніпропетровський національний університет імені Олеся Гончара, факультет української й іноземної філології та мистецтвознавства. Юлія Купіч працювала  лаборантом кафедри іноземних мов для гуманітарних спеціальностей Дніпропетровського університету, консультантом Центру-книгарні іноземної літератури у Дніпропетровську.

## Творчість
Вірші поетеси вирізняються мелодійністю та ліричністю.
У творчому доробку письменниці поетичні збірки:
- «Зоряна пектораль» (2007)
- «Опромінення» (2012)

Вірші Юлії Купіч представені в колективних збірках:
- «Сходження» (2007)
- «У вирі дум і почуттів» (2008)
- «Україна є!» (2011)
- «Барви слова» (2011)
- «Світанкова палітра» (2012)

Поетеса - співавторка аудіокниги «Письменники Дніпропетровщини – шкільним бібліотекам» (2012) та антології «Римовані міста» (2012).

## Досягнення
- Юлія Купіч - переможниця низки обласних та всеукраїнських літературних конкурсів: «Війна без права забуття» (2006, І місце), дипломантка II ступеня XI обласного фестивалю літературної творчості «Чарівна книжка» (2006), міжнародного фестивалю студентської творчості «Вагант» (2006, II місце), літературного конкурсу «Vivart», номінація поезія (2006), «Золотий "Vivart"» (2007, І місце), переможниця III міського конкурсу «Подивімось на місто з любов’ю» (2007), заочного літературного конкурсу серед творчої молоді «Молода муза» (2007), Дніпропетровського обласного літературного конкурсу «Моя Батьківщина» (2008, II місце).
- Учасниця Всеукраїнського з’їзду молодих літераторів (Коктебель, 2008), дипломантка конкурсу огляду творчої молоді родини Івана та Марусі Гнип на сторінках журналу «Борисфен». Членкиня молодіжного літературно-мистецького клубу «Vivart» і СТОД.
- Публікації у газетах «Свобода» (м. Філадельфія, США, 2007), «Іжиця», «Філолог», журналах «Бористен», «Факел», «Січеслав», літературно-мистецьких альманахах «Свічадо», «Vivart» (2006, 2007), співавторка збірників «Собори наших душ», «Січеславці про Багряного», «Зорі над морем-2008», збірки поезії та прози «Сходження» учасників конкурсу «Молода муза» (2007, 2008).
- Переможниця "Молода муза", "Літературна надія Дніпра", "Собори наших душ", "Війна без права забуття", "Моя Батьківщина", "Україна є"[2], лауретка конкурсу «Українці в Польщі: історія порятунку», провадженого Інститутом літератури.

## Видання
- Купіч Ю. Зоряна пектораль: Поезії.– Дніпропетровськ: Пороги, 2007.– 65 с.
- Купія Ю. Поезії // Сходження: Збірка поезії і прози учасників конкурсу «Молода муза Придніпров’я».– Дніпропетровськ: Ліра ЛТД, 2007.– С. 5–12.
- Купіч Ю. Поезії // У вирі дум і почуттів: Збірка поезії і прози учасників конкурсу «Молода муза Придніпров’я».– Дніпропетровськ: Ліра ЛТД, 2008.– С. 27–32.
- Купіч Ю. Поезії // Барви слова: Збірка поезії та прози переможців і фіналістів конкурсу «Молода муза – 2011».– Д.: Пороги, 2011. – С. 119–126.
- Купіч Ю. Опромінення: Поезії.– Дніпропетровськ: Пороги, 2012.– 63 с.
- Купіч Ю. Поезії // Світанкова палітра: Збірник віршів та прози.– Дніпропетровськ: Пороги, 2012.– С. 6–17.
- Купіч Ю. Поезії // VivArt: Літературний альманах №3.– Кам’янське: Видавничий дім «Андрій», 2017.– С. 148–155.

### Інтернет публікації
- Купіч Юлія Олександрівна http://esu.com.ua/search_articles.php?id=51677
- Юлія Купіч // https://gorod.dp.ua/tema/litera/?pageid=1687 // «Нехай музика й живопис заговорять віршами» – свято поезії в Дніпропетровську
- https://9-channel.com/2013/03/22/nehay-muzika-y-zhivopis-zagovoryat-virshami-svyato-poeziyi-v-dnipropetrovsku/
- Молодих літераторів надрукує обласна рада // http://www.golos.com.ua/article/93205
- Коли закінчиться війна - проєкт «Читаємо своїх». Читає Юлія Купіч // https://www.facebook.com/watch/?v=1731001480559807